# Hattik
A hattik ókori nép volt, amelyik Anatólia középső vagy nyugati részén élt, mielőtt területüket a hettiták elfoglalták volna. A hettiták beolvasztották őket, vallásukból is sokat átvettek és országukat is róluk nevezték Hattinak. A nyelvészek és néprajztudósok szerint a hatti nyelv a kaukázusi nyelvcsaládba tartozott a hurrik és urartuiak nyelvével együtt, és ezen nyelvcsalád népeinek az őshazája a Kaukázustól délre és délnyugatra eső Anatólia volt.
Anatólia volt az eurázsiai fémművesség kialakulásának egyik fő központja, ahonnan az átterjedt mind az indoeurópai népek lakta eurázsiai sztyeppére, mind a sémi és más népek (pl. sumerek) lakta Mezopotámiába és Közel-Keletre. A réz szó mindenezen nyelvekben közös eredetre, a nyelvészek szerint a kaukázusi nyelvekre megy vissza. A magyar vas szó eredete is hasonló, közelebbről az észak-kaukázusi dagesztáni nyelvek csoportjába tartozó avar nyelv-re (nem tévesztendő össze az ázsiai és európai birodalomalkotó avarokkal).
A hattiktól nemcsak a hettiták vettek át vallási elemeket, a magyar isten szó eredetének egyik jelöltje is a hatti Es-tan 'Nap-isten'.